# Perù ai Giochi della XXIII Olimpiade
Il Perù partecipò ai Giochi della XXIII Olimpiade, svoltisi a Los Angeles, Stati Uniti, dal 28 luglio al 12 agosto 1984, con una delegazione di 35 atleti impegnati in dieci discipline.

## Medaglie
| Medaglia | Atleta         | Sport | Evento        |
| -------- | -------------- | ----- | ------------- |
| Argento  | Francisco Boza | Tiro  | Trap maschile |